# Geoff Johns
Geoff Johns (sinh ngày 25 tháng 1 năm 1973) là một nhà văn chuyên truyện tranh và truyền hình, nhà sản xuất phim và truyền hình người Mỹ.
Ông là giám đốc sáng tạo tại DC Comics, một vị trí mà ông đã làm từ năm 2010. Ông đã sử dụng các nhân vật Green Lantern, Aquaman, The Flash và Superman trong DC Comics.
Ông cũng được biết đến với công việc của mình trên The WB/CW của Smallville, Arrow và The Flash.
Ông cũng là một nhà bán lẻ truyện tranh và là đồng sở hữu Earth-2 Comics ở Northridge, California với Carr D'Angelo và Jud Meyers.

## Thời kỳ đầu
Johns sinh ra tại Detroit, Michigan; bố mẹ anh là Barbara và Fred Johns,

## Sự nghiệp

### Khởi đầu
Tại Los Angeles, Johns gọi tới văn phòng của giám đốc Richard Donner

### Điện ảnh và truyền hình
Năm 2006, Johns là đồng tác giả cho tập "Ancient History" của loạt phim hoạt hình Justice League Unlimited, có sự xuất hiện của Hawkman, Hawkgirl, Vixen, Shadow Thief và Chiến binh xanh John Stewart.
Johns và David S. Goyer cùng viết kịch bản cho tập mở đầu của series Blade: The Series của đài Spike được phát trên sóng truyền hình vào tháng 6 năm 2006. Vài năm sau, Johns hợp tác cùng Matthew Senreich nổi tiếng với loạt phim Robot Chicken, để viết kịch bản cho một bộ phim về đề tài gia đình-bạn bè với tựa Naughty or Nice cho hãng phim Dimension.
Anh cũng là một trong những nhà sản xuất của phim Batman v Superman: Dawn of Justice được đạo diễn bởi Zack Snyder với sự tham gia của Henry Cavill và Ben Affleck.